# The X Factor (Storbritannien, sæson 5)
Den femte sæson af The X Factor havde premiere og afslutning i 2008. Dermot O'Leary fortsatte som vært, mens Fearne Cotton var erstattet som The Xtra Factor af Holly Willoughby. Louis Walsh, Dannii Minogue og Simon Cowell vendte tilbage som dommere og de fik selskab af Cheryl Cole, der erstattede Sharon Osbourne. Vinderen var Alexandra Burke.
Auditions fandt sted i London, Birmingham, Manchester, Cardiff og Glasgow. Louis Walsh fik grupperne, Dannii Minogue fik dem over 25, Cheryl Cole fik pigerne (14-25) og Simon Cowell fik drengene (14-25).